# مونيكا وايس
مونيكا وايس (بالإسبانية: Mónica Weiss)‏ هي رسامة توضيحية ومهندسة معمارية أرجنتينية، ولدت في 1956 في أدروغي في الأرجنتين.